# Minute Maid Park
Minute Maid Park – stadion baseballowy z zamykanym dachem, na którym swoje mecze rozgrywa zespół Houston Astros.
Budowę obiektu rozpoczęto w październiku 1997, a do użytku oddano go w 2000 roku. Pierwszy mecz rozegrano 7 kwietnia 2000; przeciwnikiem Astros była drużyna Philadelphia Phillies. Koszt jego budowy wyniósł 248 mln dolarów. Obiekt posiada 41 574 miejsc siedzących.